# Adrian Alston
Adrian Alston (* 6. Februar 1949 in Preston, England) ist ein ehemaliger australischer Fußballspieler und -trainer. Der Stürmer spielte unter anderem in der englischen ersten Liga beim Luton Town FC und in der Blütezeit der North American Soccer League bei den Tampa Bay Rowdies. Nachhaltig auf sich Aufmerksam machte er aber bei der Weltmeisterschaft 1974 in Deutschland. Bei der ersten Endrundenteilnahme Australiens zählte er zu den auffälligsten Spielern der Mannschaft vom fünften Kontinent.

## Leben
Adrian „Noddy“ Alston spielte im Nachwuchs des englischen Vereins Preston North End FC, ehe er 1967 von South Coast United in Wollongong an der Südküste von New South Wales nach Australien geholt wurde. Er kam bereits im Juli 1969 in Sydney bei einem 1:0-Sieg gegen Griechenland zu seinem ersten Einsatz für die australische Fußballnationalmannschaft. 
Bei den Qualifikationsrunden zu den Fußball-Weltmeisterschaften 1970 und 1974 erwies er sich als der torgefährlichste australische Stürmer. Bei der Endrunde der Weltmeisterschaft 1974 schied die von Ralé Rašić trainierte Mannschaft von Amateuren aber bereits nach der Vorrunde aus, ohne ein Tor erzielt zu haben. Der dribbelstarke Alston, im australischen 4-5-1-System die einzige Angriffsspitze, hatte dabei im zweiten Gruppenspiel bei der 0:3-Niederlage gegen Deutschland die größte Chance, als er in der zweiten Halbzeit, nachdem er Georg Schwarzenbeck und Franz Beckenbauer – mit dem er nach dem Spiel das Trikot tauschte – hinter sich ließ, aber allein vor Torhüter Sepp Maier das Tor knapp verfehlte. Vor dem Spiel meinte Bundestrainer Helmut Schön noch „bei Australien haben wir nichts zu befürchten, außer Adrian Alston“.
Nach dem Turnier hatte der mittlerweile über St. George Budapest in Sydney bei Safeway United angelangte Alston Angebote aus der Bundesliga von Hamburg, Hertha BSC und Eintracht Frankfurt, zog aber den englischen Erstligaaufsteiger Luton Town FC vor; eine Entscheidung, die er im Nachhinein bedauerte. Nach nur einer Saison, in der er in 29 Partien acht Tore erzielte – er war damit neben Ron Futcher der beste Torschütze Lutons – stieg er mit dem Verein ab. Daraufhin spielte er beim Drittligisten Cardiff City FC, mit dem er nach Ergebnissen von 3:3 und 3:2 gegen Hereford United den Pokal von Wales gewann und zudem in die zweite Liga aufstieg. Er wurde der erste Spieler von Cardiff der nach dem Zweiten Weltkrieg in einem Spiel um den englischen Pokal einen Hattrick erzielte. Bei diesem mit 6:2 gewonnenen Spiel gegen Exeter City FC überzeugte er, wie auch insgesamt im Aufstiegsjahr. Im Europapokal der Pokalsieger wurde er in der folgenden Saison zum ersten Australier der ein Tor ein einem europäischen Vereinswettbewerb erzielte. In der Zweiten Liga vermochte er aber nicht mehr so zu beeindrucken. 
1977 wechselte er in die North American Soccer League, wo viele Altstars jener Ära wie Pelé, Franz Beckenbauer und Johan Cruyff noch einmal gutes Geld verdienten. In der Saison 1977 der NASL erzielte er in 17 Spielen für die Tampa Bay Rowdies sieben Tore. Nach der Spielzeit in den USA spielt er am Ende des Jahres noch einmal in Australien beim Canberra City SC, ehe er 1978 wieder zu den Rowdies zurückkehrte. Anhaltende Kniebeschwerden sorgten aber für ein Karriereende nach nur zwei weiteren Spielen mit einem Tor. Über einen Zeitraum von sechs Monaten versuchte er noch einmal bei seinem Stammverein Preston North End zu spielen, entschloss sich aber danach wieder nach Australien zu gehen.
Im November 1977 kam er in Teheran bei einer 0:1-Niederlage in einem Weltmeisterschafts-Qualifikationsspiel gegen Iran zu seinem letzten Einsatz im Grün und Gold der australischen Nationalmannschaft, für die er in 43 Spielen sieben Mal den Ball ins gegnerischen Tor beförderte.
Nach seiner Fußballerlaufbahn beschäftigte er sich beruflich mit geistig behinderten Kindern. Zwischen 1997 und 2004 trainierte er auch die Mannschaft von Port Kembla bei Wollongong in der regionalen Illawarra Premier League. 2004/05 trainierte „Noddy“ Alston die Mannschaft von Wollongong City in der Staatsliga von New South Wales – und stellte sich dabei auch noch einmal selbst auf.

## Erfolge
- Pokal von Wales: 1976
- Fußball-Weltmeisterschaft: Qualifikation 1974